# فرانك ن. ويلكوكس
فرانك ن. ويلكوكس (بالإنجليزية: Frank N. Wilcox)‏ هو رسام وفنان أمريكي، ولد في 3 أكتوبر 1887 في كليفلاند في الولايات المتحدة، وتوفي بنفس المكان في 17 أبريل 1964.